# Viktoriagade
Viktoriagade er en gade på Vesterbro i København, der går fra Vesterbrogade til Halmtorvet.
I 1620'erne anlagde kong Christian 4. er ydre fæstningslinje på stedet ved navn Retrenchementet. Foran volden løb en grav, der var kendt som Rosenåen.
Området blev genstand for byudvikling i 1850'erne. To store grunde ud mod den planlagte Gasværksvej blev solgt til tømrer og byggematador Jochum Jensen. Han solgte dem til Handelshuset Larsen og Co. i 1854. Firmaet ønskede en direkte vej til Vesterbrogade, og stadsingeniøren ville have gjort noget ved Rosenåen, der efterhånden fremstod som en åben kloak. Viktoriagade blev derfor etableret ovenpå den tidligere grav. Området langs med gaden blev solgt fra som byggegrunde i 1856. Gaden blev navngivet omkring 1861, men hvem der har lagt navn til vides ikke.
Viktoriagade nr. 8 (1860), nr. 10 (1862) og nr. 12 er fredede.